# Johnny & June
Johnny & June è un album di raccolta del cantante statunitense Johnny Cash, pubblicato nel 1978.

## Tracce
1. (I'm Proud) The Baby Is Mine (Cash)
2. Cotton Pickin' Hands (Cash, June Carter Cash)
3. Close the Door Lightly When You Go (vocal by June Carter Cash) (Eric Anderson)
4. That's What It's Like to Be Lonesome (vocal by Anita Carter) (Eric Anderson)
5. Thunderball (Cash)
6. One Too Many Mornings (Bob Dylan)
7. How Did You Get Away from Me (with June Carter Cash) (Anita Carter, June Carter, Cash, Eric Anderson)
8. Adios Aloha (vocal by June Carter) (June Carter, Don Davis, Eric Anderson)
9. Wer Kennt Den Weg (German version of "I Walk the Line") (Cash, Günter Loose)
10. Ain't You Ashamed (vocal by June Carter Cash) (Cash, Cash, Anderson)
11. Smiling Bill McCall (Cash)
12. In Virginia (Goetz, Kaegbein)